# 潘氏嫻
潘氏嫻（越南语：／；？—1889年1月21日），越南阮朝堅太王阮福洪侅的妾室。
潘氏嫻是阮福洪侅的府妾，生有二子：長子是阮福膺豐，八歲時夭折，同慶三年（1888年）七月追贈為堅縣侯；次子是咸宜帝阮福明，抗法失敗後被流放至阿爾及利亞。同慶三年十二月二十日（1889年1月21日），潘氏嫻去世。